# 진고촌
진고촌(神興村)은 일본 후쿠오카현 무나카타군에 있던 촌이다. 현재의 무나카타시, 후쿠쓰시의 일부에 해당한다.